# Ян IV Освенцимский
Ян IV Освенцимский (пол. Jan IV oświęcimski); (1426/1430 — около 1496) — князь освенцимский (1445—1456, до 1445 года совместно с братьями Вацлавом I и Пшемыславом) и гливицкий (1465—1482), младший сын князя Казимира I Освенцимского и  Анны Жаганьской. Представитель цешинской линии Силезских Пястов.

## Биография
В 1433/1434 году после смерти своего отца, князя Казимира Освенцимского, Ян вместе со старшими братьями Вацлавом и Пшемыславом получил в совместное владение Освенцимское княжество. Находился под опекой своего старшего брата Вацлава. В 1441 году Вацлав Освенцимский, поддавшись давлению польского монарха Владислава III Варненчика, обязался убедить своих младших братьев Пшемыслава и Яна принести оммаж польской короне после достижения ими совершеннолетия.
19 января 1445 года после раздела княжества между тремя братьями Ян получил часть отцовских владений с центром в Освенциме. В начале своего правления князь Ян Освенцимский присоединился к недальновидной политике своих силезских кузенов и не согласился с покупкой краковским епископом Збигневом Олесницким Севежского княжества. Борьба за Севеж продолжалась до 1447 года, когда Ян в конечном счете был вынужден признать права Збигнева Олесницкого на Севежское княжество. В 1448 года князь Ян Освенцимский пообещал принять участие в борьбе против разбоев на польско-силезской границе.
В 1452 году Ян Освенцимский вместе со своим братом Пшемыславом Тошецким по неизвестной причине снова начал войну с Польшей из-за Севежского княжества. Он разорил окрестности Севежа. В ответ польские войска под командованием подкомория краковского Петра Шафранца на Освенцимское княжество и захватили замок Барвалд. Петр Шафранец потребовал от Яна выкуп в размере 2 тысяч гривен за то, чтобы поляки не разоряли его княжество. Ян Освенцимский отверг унизительные условия Петра Шафранца и, воспользовавшись эпидемией чумы в Польше, разорил пограничные малопольские земли вплоть до Кракова. В январе 1453 года на территорию княжества вторглось большое польское войско под командованием старосты любельского Яна Щекоцкого и подкомория любельского Яна Куропатвы. Князь Ян Освенцимский, не сумев противостоять превосходящим силам поляков, 25 января вынужден был согласиться на уступку Освенцима польской короне. Кроме того, Ян Освенцимский обязался принести ленную присягу королю польскому Казимиру IV Ягеллончику и выплатить 1 100 венгерских злотых. 7 июня 1453 года на съезде в Парчеве Казимир IV Ягеллончик заключил мирный договор с князем Яном Освенцимским, который обязался выплатить польской короне 1 800 венгерских злотых.
Несмотря на поражение, Ян Освенцимский не прекратил борьбу за свои родовые владения, и в октябре того же 1453 года осадил Освенцим, который защищал польский гарнизон под предводительством Яна из Чижува. Осада закончилась неудачей. Ян Освенцимский удалился в замок Волек, откуда продолжил совершать набеги на приграничные польские земли. В конце концов Ян Освенцимский, осажденный польскими войсками Яна Тенчинского, вынужден был согласиться на передачу Польше Освенцимского княжества. 11 октября 1456 года Ян Освенцимский заключил мирный договор с польским королём Казимиром IV Ягеллончиком, по которому отказался от Освенцима за 21000 злотых и 4300 гривен.
После продажи своего княжества безземельный князь Ян Освенцимский принял участие на стороне Польши в войне против Тевтонского ордена. Из-за финансовых трудностей Казимир Ягеллончик не выплатил Яну всю сумму, причитающуюся за помощь в войне. Ян Освенцимский вернулся в Силезию, где занял город Мысленице, откуда попытался восстановить свою власть над проданным княжеством. В конце концов Ян был осажден польским войском и вынужден был согласиться на сделку, предложенную ему польской короной в начале 1458 года через его брата Пшемыслава Тошецкого. Ян оставил Мысленице, которое было сожжено поляками, а Казимир Ягеллончик выплатил князю 11 000 злотых задолженности по деньгам. Мирное соглашение было подписано 26 июня 1458 года в Бытоме.
В 1460 году скончался Болеслав V, князь Опольский, не оставив наследника. Ян Освенцимский заявил о претензиях на его владения, рассчитывая создать себе новое княжество. Он вторгся в стшелинскую землю, чтобы не допустить захвата владений покойного князя Болеслава V его братом Николаем I и заставить вернуть долги князя Людвика II Бжегского. В августе Ян захватил город Лесница, но уже в октябре был выбит оттуда Николаем I. 19 октября 1460 года был заключен мир между князьями Николаем I и Яном, который вернул все занятые земли в обмен на 1 700 флоринов.
9 июня 1461 года Ян Освенцимский получил от польского короля Казимира Ягеллончика плату за оставленные им в Освенциме пушки и оружие (договор был заключен при посредничестве князей Пшемыслава II Цешинского и Конрада IX Черного Олесницкого).
27 мая 1462 года на съезде в Глогуве польский король Казимир Ягеллончик и чешский король Йиржи из Подебрад обсудили вопрос о приобретенных Польшей у Силезских Пястов земель в Верхней Силезии. Это позволило получить согласие польской шляхты на выплату князю Яну Освенцимскому просроченных денег за продажу княжества.
В 1465 году князь Ян Освенцимский приобрел у своего брата Пшемыслава Тошецкого город Гливице и стал именоваться князем гливицким. Вскоре он выкупил у вроцлавского епископа город Уязд.
В 1471 году князь Ян Освенцимский вместе со своим старшим братом Пшемыславом Тошецким поддержал кандидатуру польского королевича Владислава Ягеллона на чешский престол. Это привело к осложнению отношений с венгерским королем Матвеем Корвином, который также объявил о своих претензиях на чешскую корону. 27 февраля 1475 года на съезде в Рацибуже венгерский король Матвей Корвин, соперник чешского короля Владислава Ягеллона, арестовал князя Яна Освенцимского и заставил его уступить половину Гливице. В августе 1479 года в Оломоуце Ян IV Освенцимский в Оломоуце принес вассальную присягу на верность венгерскому королю Матвею Корвину в качестве короля Чехии.
В 1482 году Ян Освенцимский по неизвестным причинам продал свою часть города Гливице наместнику Верхней Силезии Иоганну Белику фон Корницу. Таким образом, Ян вновь стал князем без княжества. В 1484 году после смерти своего брата Пшемыслава Тошецкого он должен был унаследовать его княжество, но венгерский король Матвей Корвин незаконно конфисковал Тошек и передал его своему сыну Яношу Корвину.
Сохранилось мало сведений о последних годах жизни Яна Освенцимского. Он скончался между 28 октября 1495 и 21 февраля 1497 года в Крнове, который принадлежал его жене.

## Семья
Ян Освенцимский был дважды женат. До 30 декабря 1465 года он женился первым браком на Катарине, происхождение которой неизвестно. Первый брак был бездетным.
Между 1472 и 1483 годами он вторично женился на Барбаре (1445—1510), дочери Николая V (ок. 1409—1452), князя Крновского (1437—1452), и Маргариты Клемновой из Элгута. Дети от второго брака:
- Елена Освенцимская (1478/1480 — после 1524), жена с 1492 года чешского вельможи Иржи Шелмберка (ум. 1526).